# Louis-Henri Morel
Louis-Henri Morel, francoski general, * 1889, † 1944.